# Proskau
Proskau (polnisch Prószków) ist eine Stadt im Powiat Opolski der Woiwodschaft Opole in Polen. Sie ist Hauptort der Stadt- und Landgemeinde Proskau mit etwa 9800 Einwohnern.

## Geographie
Proskau liegt in der Schlesischen Tiefebene etwa zwölf Kilometer südlich von Opole (Oppeln) am Proskauer Bach (Prószkowski Potok).
Nachbarorte von Proskau sind im Norden Neuhammer (Nowa Kuźnia) und Zlattnik (Złotniki), im Osten Groß Schimnitz (Zimnice Wielkie) und Klein Schimnitz (Zimnice Małe), im Süden Przyschetz (Przysiecz) und im Westen Jaschkowitz (Jaśkowice).

## Geschichte

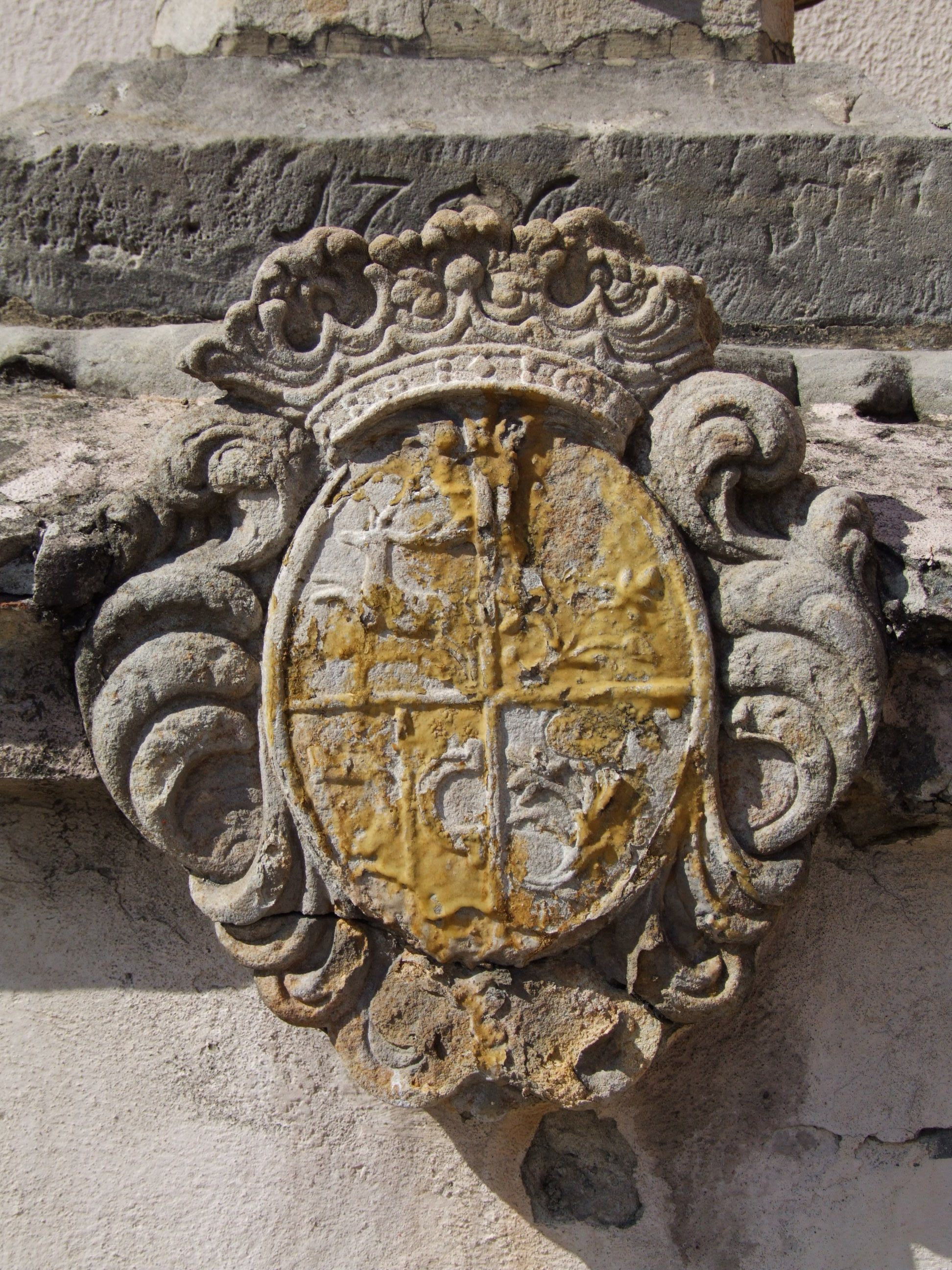
Das Wappen der Grafen von Proskau

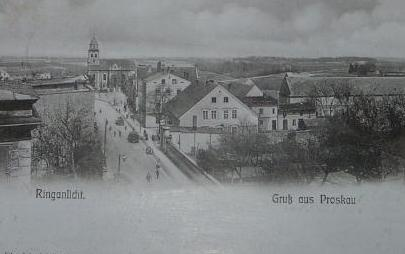
Historische Ansicht aus dem Jahr 1903

Proskau wurde im Jahr 1250 erstmals urkundlich erwähnt. Es gehörte zum Herzogtum Oppeln, das ab 1327 ein Lehen der Krone Böhmen. 1531 ist es Pruzko erwähnt. 1560 wurde Proskau die Stadtrecht verliehen, das 1915 aberkannt und 2004 neu verliehen wurde.
Vom 14. Jahrhundert an bis 1769 war das Gebiet um Proskau Familienbesitz der Proskowski. Diese veranlassten 1563 den Bau des Renaissanceschlosses, das im Dreißigjährigen Krieg durch die Schweden niedergebrannt wurde. Es wurde 1677 durch den Mailänder Architekten Giovanni Seregno neu errichtet. Im Jahre 1763 ließ Graf Leopold Proskowski im Hinterhof des Schlosses eine in Europa und der Welt bekannte Fayence-Manufaktur einrichten, die bis 1793 produzierte.
Nach dem Ersten Schlesischen Krieg 1742 gelangte das Proskauer Gebiet zusammen mit dem weitaus größten Teil Schlesiens an Preußen. Dessen König Friedrich II. ließ im Ort 1763 eine Steingutmanufaktur errichten, die zur größten in Schlesien gehörte und 1853 geschlossen wurde. Als die Familie von Proskowski mit dem Tode Leopolds im Mannesstamm erloschen war, gingen Gut und Schloss in den Besitz des Grafen von Dietrichstein über, der es 1783 an Preußen veräußerte. Dieser richtete hier ab 1847 eine Höhere landwirtschaftliche Lehranstalt ein, die spätere zur Akademie erhoben und 1881 als Königlich Landwirtschaftliche Hochschule nach Berlin verlegt wurde.
Nach der Neuorganisation der Provinz Schlesien gehörte die Stadt Proskau ab 1816 zum Landkreis Oppeln, mit dem es bis 1945 verbunden blieb. 1845 bestanden im Ort eine katholische Pfarrkirche, ein Schloss und weitere 198 Häuser. Im gleichen Jahr lebten in Proskau 1703 Einwohner, davon 1463 katholisch, 192 evangelisch und 48 jüdisch. 1874 wurde der Amtsbezirk Schloss Proskau gegründet, dem die Landgemeinden Chrzumczütz, Neuhammer, Proskau, Wilhelmsberg und Zlattnik sowie die Gutsbezirke Proskau Domäne und Zlattnik Domäne eingliedert wurden. 1885 wurden 2269 Einwohner gezählt.
Bei der Volksabstimmung in Oberschlesien am 20. März 1921 stimmten 1587 der Proskauer Wahlberechtigten für einen Verbleib bei Deutschland und 151 für Polen. Proskau verblieb mit dem gesamten Landkreis Oppeln bis 1945 beim Deutschen Reich. Zu Beginn des Zweiten Weltkriegs hatte der Ort 2511 Einwohner. Vom 28. bis 30. Januar 1945 beging die Rote Armee Kriegsverbrechen an der deutschen Zivilbevölkerung, denen auch der örtliche Pfarrer Walloschek zum Opfer fiel. Während und nach dem Krieg ist jedoch nur ein geringer Teil der einheimischen Bevölkerung vertrieben worden.
Als Folge des Zweiten Weltkriegs fiel Proskau 1945 mit dem größten Teil Schlesiens an Polen. Nachfolgend wurde es in Prószków umbenannt. Von 1945 bis 1950 gehörte es zur Woiwodschaft Schlesien und danach zur Woiwodschaft Opole. Seit 1999 ist der Powiat Opolski zuständig. Bis heute leben in der Gemeinde drei Bevölkerungsgruppen: Neben Polen und Deutschen auch 4 % Schlesier. Im Jahr 2004 wurden Proskau das Stadtrecht wieder zuerkannt und seit dem 30. April 2010 trägt die offiziell zweisprachige Stadt den amtlichen Namen „Prószków / Proskau“. Seit Juni 2012 sind auch die Ortsschilder zweisprachig.

## Sehenswürdigkeiten
- → Hauptartikel: Proskauer Schloss

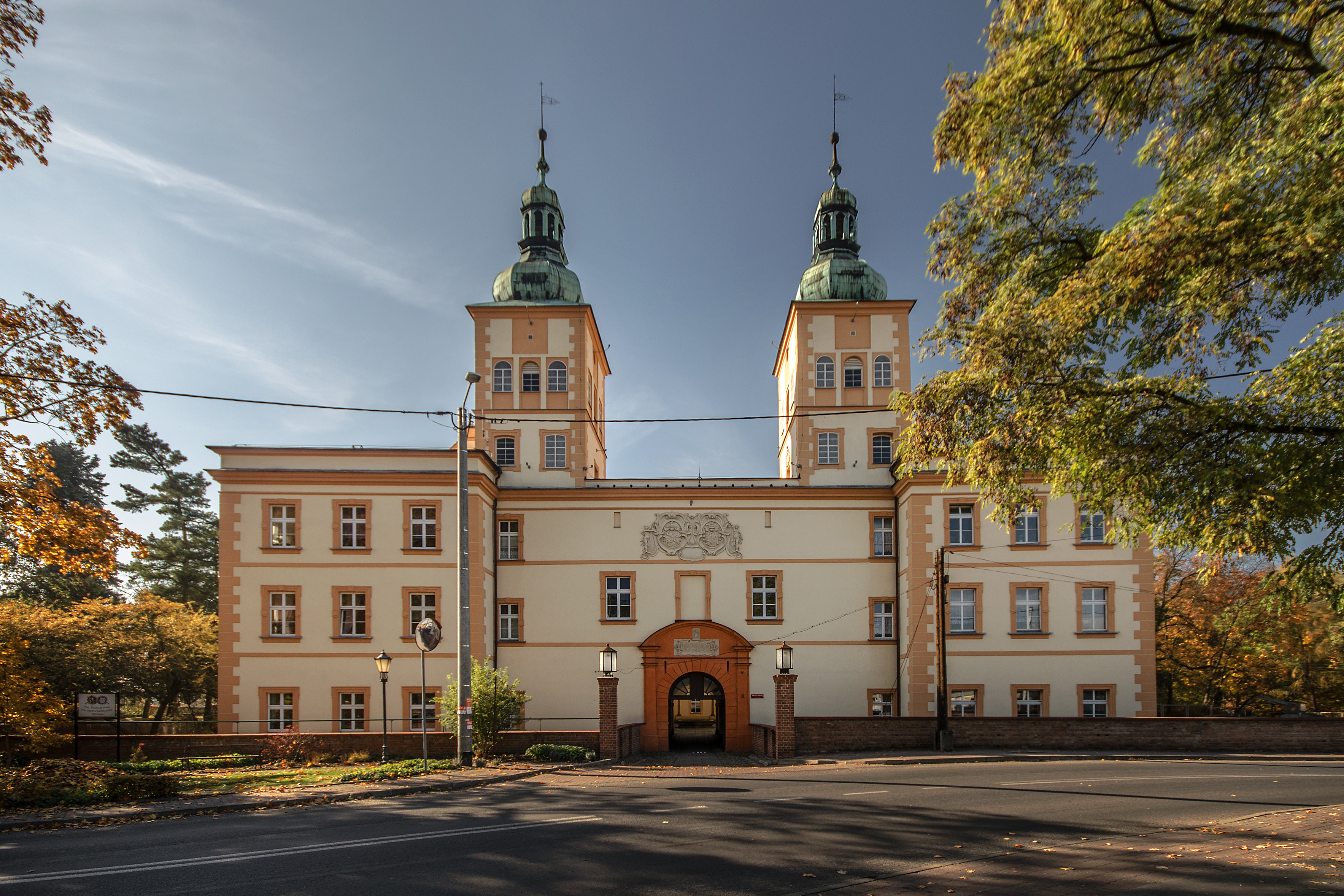
Proskauer Schloss

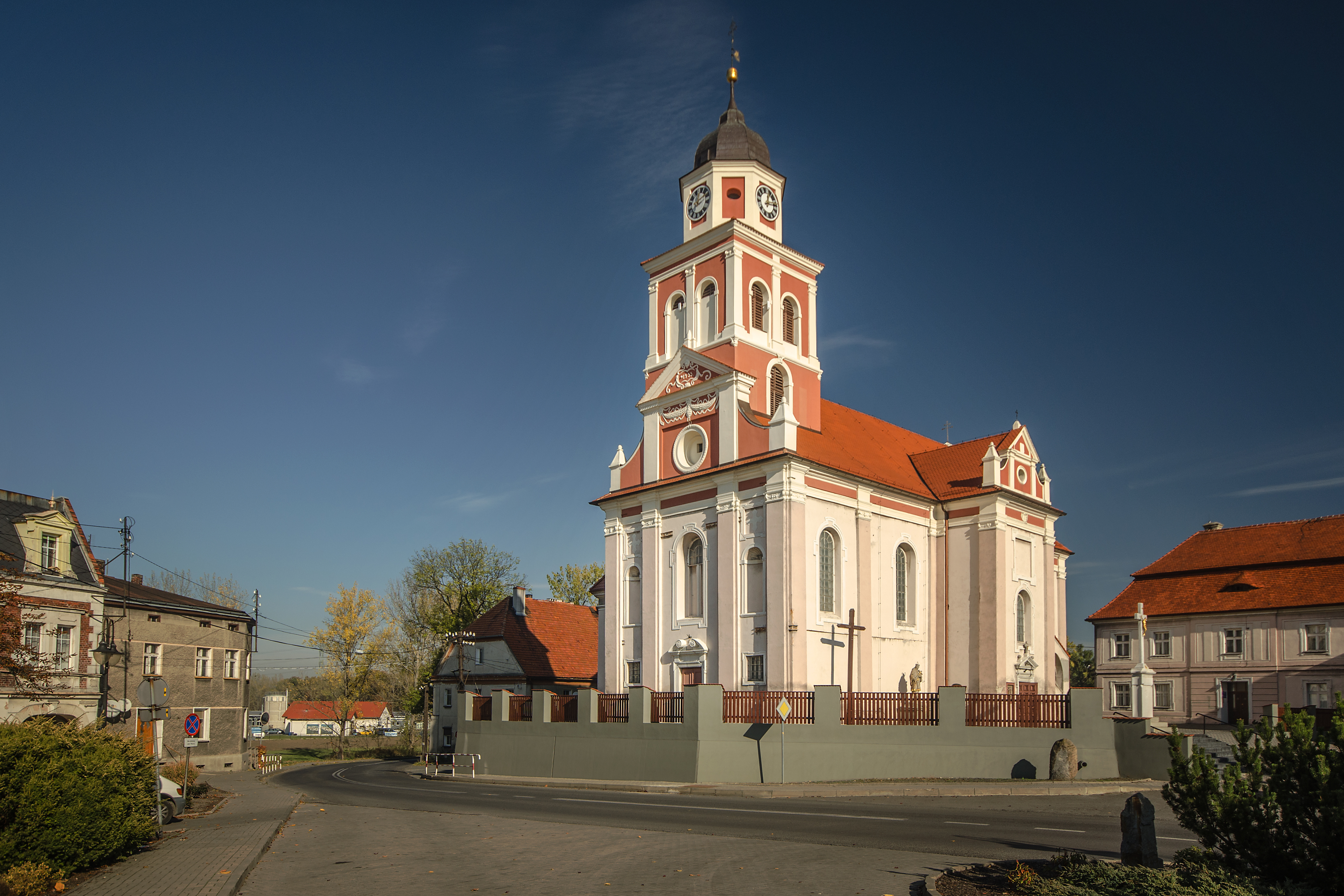
Kirche St. Georg

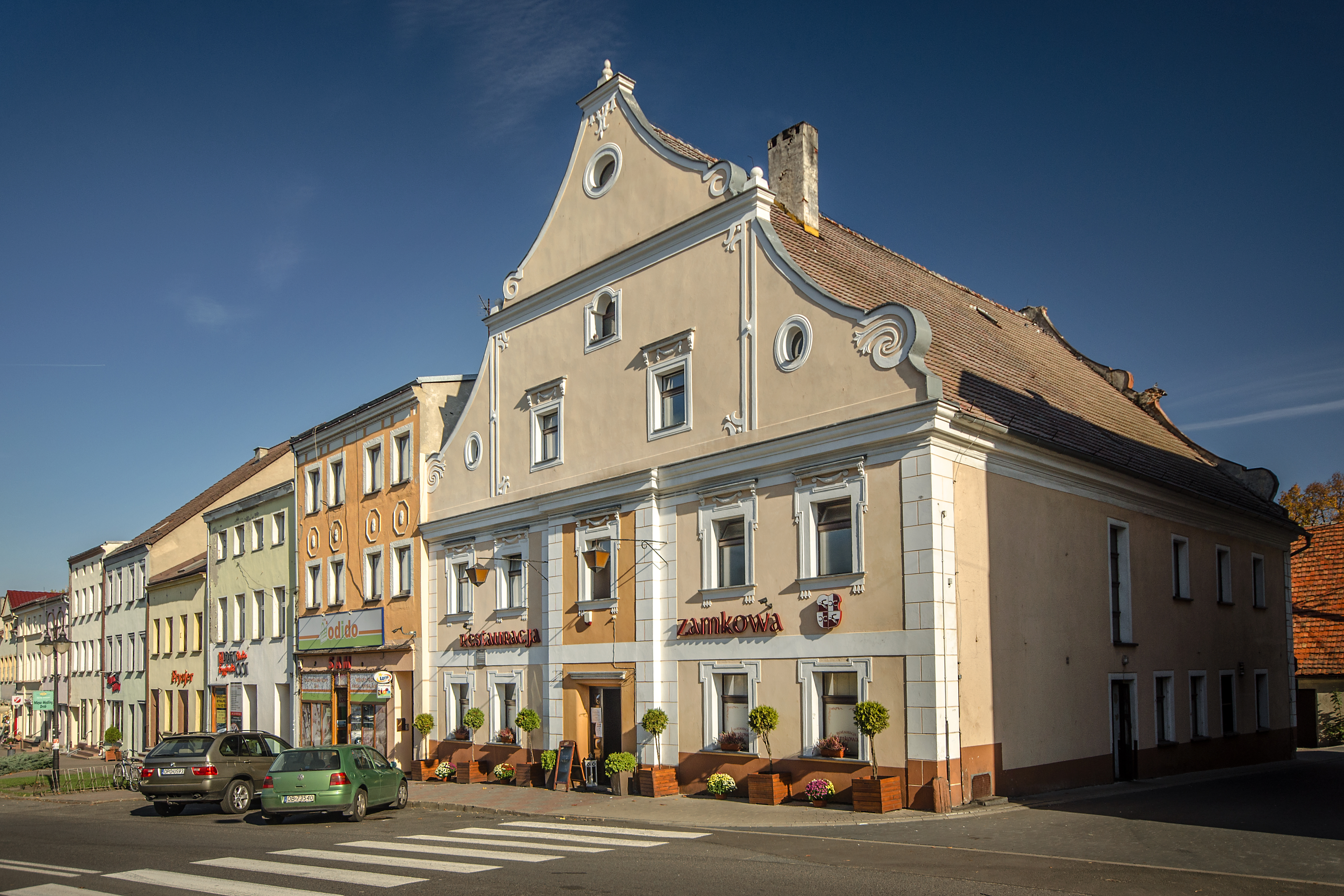
Bürgerhäuser am Proskauer Ring

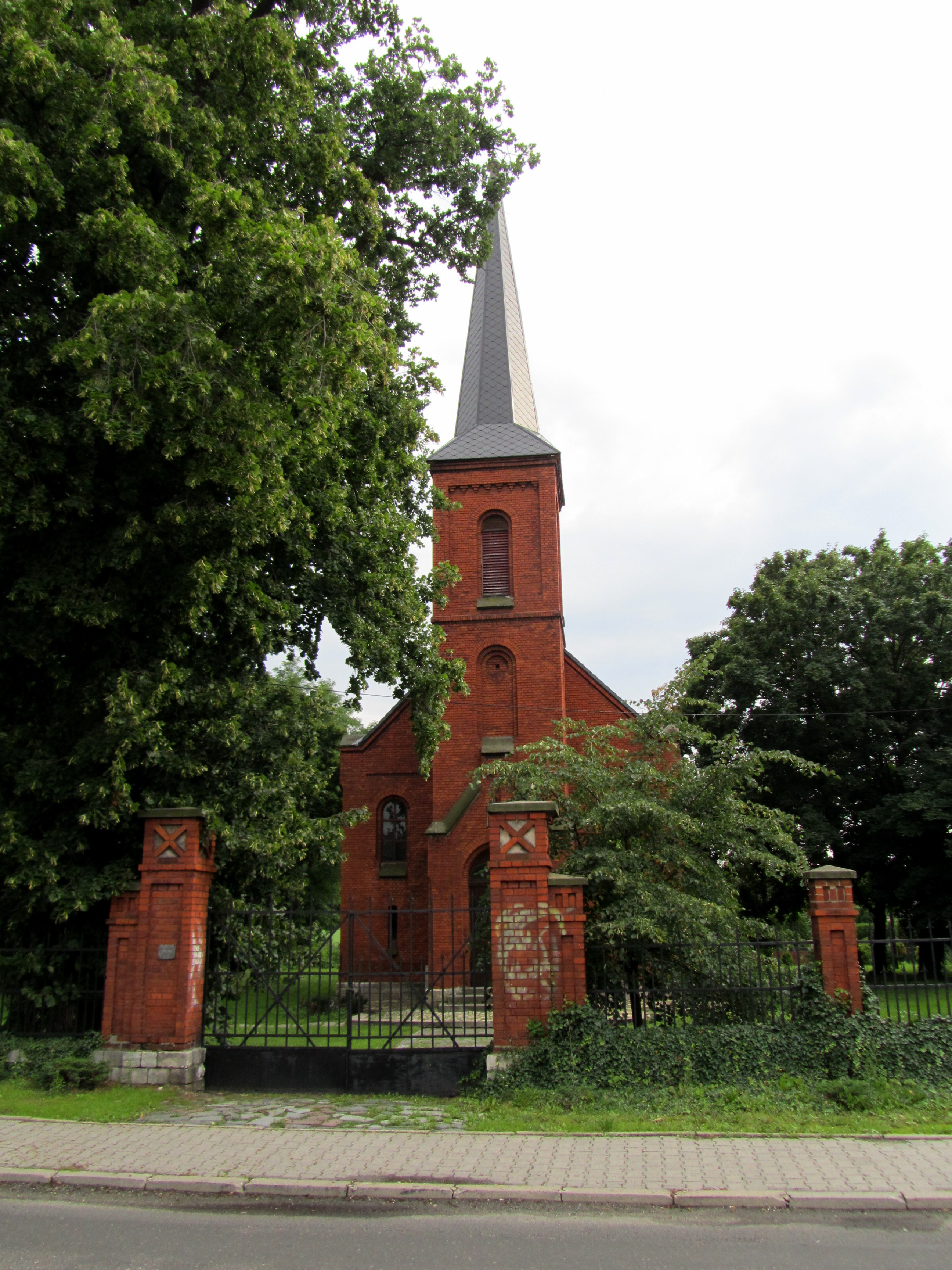
Evangelische Kirche

  - Das Proskauer Schloss ist das Wahrzeichen des Ortes. Es wurde 1563 als Residenz des Grafen Georg Proskowski im Stil der Renaissance erbaut. 1644 wurde es von den Schweden in Brand gesteckt und 1677 unter der Leitung des italienischen Baumeisters Giovanni Seregno im Stil des Barock wieder aufgebaut. Dabei entstanden die beiden Türme an der Vorderfront. Es gehörte bis 1769 dem oberschlesischen Adelsgeschlecht Proskowski.[11][12] Von 1847 bis 1881 diente das Schloss Als Königlich Preußische Gärtnerlehranstalt.[13] Nach deren Auflösung wurde das Schloss als Krankenhaus genutzt. Heute befindet sich hier ein Altenheim. 2011 wurde das Schloss aufwändig saniert.

Westlich angrenzend befindet sich der Schlosspark mit einem alten Baumbestand.
- → Hauptartikel: St. Georg (Proskau)
  - Die römisch-katholische Kirche St. Georg am Ring wurde 1587 im Auftrag des Grafen Georg Pruskowski erbaut. Nach dem großen Brand 1644 erhielt sie beim Wiederaufbau 1687 ihr barockes Erscheinungsbild. Auch im Inneren finden sich zahlreiche barocke Elemente, darunter die Stuckdekorationen, der Hauptaltar, mehrere Skulpturen und die Kanzel. Über dem Eingang hängt das Wappen der Familie Pruskowski.[1]
- Das Arboretum erinnert an die 1847 gegründete Königliche Landwirtschafts-Akademie. Diese wurde 1881 aufgelöst und durch das Königliche Pomologische Institut ersetzt. Dafür wurden nördlich des Ortes Gärten, Gewächshäuser und eine Obstbaumschule angelegt. Ab 1934 fand hier jährlich die Chrysanthemen-Ausstellung statt. Noch heute werden hier neue Generationen ausgebildet. Das Arboretum umfasst eine Fläche von ca. 17 Hektar. Des Weiteren wachsen hier exotische Gewächse aus China, Japan und anderen Ländern. Zu sehen ist hier außerdem ein vor zwei Millionen Jahren versteinerter Baum.[1]
- Proskauer Ring (Marktplatz) mit Bürgerhäusern aus dem 17./18. Jahrhundert im Stil des Klassizismus und des Barock.
- Die Evangelische Kirche (Kościół ewangelicki) wurde 1866 aus Backstein errichtet.
- Evangelischer Friedhof mit erhaltenen deutschen Grabmälern.
- Auf dem ehemaligen deutschen katholischen Friedhof befinden sich Grabsteine aus den letzten drei Jahrhunderten.
- Die Kapelle des böhmischen Landesheiligen Johannes von Nepomuk wurde 1877 errichtet.
- St.-Anna-Kapelle
- Historischer Speicher aus dem Jahr 1789
- Gebäude der alten Brauerei aus dem Jahr 1870
- Denkmal für die Gefallenen beider Weltkriege an der ul. Zamkowa

## Wappen
Das Wappen der Stadt zeigt im ersten und vierten Feld jeweils auf einem gold-schwarz geteilten Grund einen springenden Hirsch mit umgekehrten Farben. Das zweite und das dritte Feld sind gespalten in den Farben Silber und Rot. Auf silbernem Grund befindet sich ein rotes Hufeisen und auf rotem Grund ein silbernes Hufeisen.

## Vereine
- Deutscher Freundschaftskreis
- Fußballklub Polonia Prószków
- Freiwillige Feuerwehr OSP Prószków

## Verkehr
Durch den Ort verläuft in Nord-Süd-Richtung die Droga wojewódzka 141 und in West-Ost-Richtung die Droga wojewódzka 429. Südlich von Proskau befindet sich die Autostrada A4.

## Persönlichkeiten

### Söhne und Töchter der Stadt
- Elise Hannemann (1849–1934), Ernährungsphysiologin und Kochlehrerin
- Hans Dammann (1867–1942), Bildhauer
- Bruno Dammann (1869–1934), Jurist und Ministerialbeamter
- Wilhelm Methner (1871–1951), Jurist und Kolonialbeamter
- Theodor Brylla (1882–1962), Gewerkschafter, Volkskammerabgeordneter
- Kurt Otto (1887–1947), nationalsozialistischer Politiker
- Grete Tschaplowitz-Seifert (1889–1977), Bildhauerin und Malerin
- Hans Reichelt (1925–2025), Politiker in der DDR
- Alfred Gaida (* 1951), Radrennfahrer

### Persönlichkeiten, die vor Ort gewirkt haben
- Georg Christoph Graf von Proskau (am 4. August 1692 erwähnt), Herr der Ortschaft Proskau und Primkenau
- Karl Daniel Friedrich Bach (1756–1829), Maler, Zeichner und Kunstpädagoge, künstlerischer Kurator der Proskauer Fayencemanufaktur
- Anastasius Sedlag (1786–1856), Theologe, zeitweise Pfarrer in Proskau
- Ernst Heinrich (1792–1862), Agrarwissenschaftler, Erster Direktor der Landwirtschaftlichen Akademie Proskau
- Gustav Stoll (1814–1897), Pomologe, erster Direktor des Königlichen Pomologischen Instituts
- Hermann Settegast (1819–1908), Agrarwissenschaftler, 1847–1856 Verwalter der Königlichen Domäne Proskau und Lehrer am Königlichen Pomologischen Institut in Proskau
- Friedrich Engel (1821–1890), Architekt und Publizist, Dozent an der Landwirtschaftlichen Akademie in Proskau
- Julius Kühn (1825–1910), Agrarwissenschaftler, habilitierte in Proskau
- Reinhold Hensel (1826–1881), Zoologe und Paläontologe, Professor für Zoologie an der Forstakademie von Proskau
- Adolph Hermiersch (1827–1903), katholischer Pfarrer und Politiker, 1857–1865 Kaplan in Proskau
- Adolf Stengel (1828–1900), Agrarwissenschaftler, Dozent an der Landwirtschaftlichen Akademie Proskau
- Robert Hartmann (1831/1832–1893), Naturforscher und Völkerkundler, Lehrer am Königlichen Pomologischen Institut
- Walter von Funke (1832–1900), Agrarwissenschaftler, Dozent an der Landwirtschaftlichen Akademie Proskau
- Hermann Otto Glüer (1834–1913), Rittergutsbesitzer und Mitglied des Deutschen Reichstags, Schüler am pomologischen Institut
- Carl Pape (1836–1906), Physiker, Professor an der Landwirtschaftlichen Akademie
- Christian Friedrich Rabe (1837–1898), Tierarzt, Lehrer der Tierheilkunde an der Landwirtschaftlichen Akademie Proskau
- Paul Sorauer (1839–1916), Botaniker und Phytomediziner, zwischen 1872 und 1893 Leiter der Pflanzenphysiologischen Versuchsstation am Königlich Pomologischen Institut
- Gustav von Schönberg (1839–1908), Nationalökonom, 1867–1868 Leiter der Pflanzenphysiologischen Versuchsstation am Königlich Pomologischen Institut
- Hans von Scheel (1839–1901), Nationalökonom und Statistiker, Lehrer am Königlichen Pomologischen Institut
- Hugo Werner (1839–1912), Dozent für Landwirtschaft an der Landwirtschaftlichen Akademie Proskau
- Thomas von Kozlowski (1839–1911), Rittergutsbesitzer und Mitglied des Deutschen Reichstags, Schüler am pomologischen Institut
- Boleslaw von Kossowski (1839–1892), Rittergutsbesitzer und Mitglied des Deutschen Reichstags, Schüler am pomologischen Institut
- Leo Becker (1840–1886), Rittergutsbesitzer, Landrat und Mitglied des Deutschen Reichstags, Schüler am pomologischen Institut
- Heinrich Möller (1841–1932), Tierarzt, Lehrer der Tierheilkunde an die Landwirtschaftliche Akademie Proskau
- Karl Perseke (1843–1907), Botaniker und Forschungsreisender, Schüler am pomologischen Institut
- Franz Goeschke (1844–1912), Botaniker, Mitarbeiter am pomologischen Institut
- Karl Götz von Olenhusen (1847–1933), Rittergutsbesitzer und Mitglied des Deutschen Reichstags, Schüler am pomologischen Institut
- Witold von Skarzynski (1850–1910), Rittergutsbesitzer und Politiker, Schüler am pomologischen Institut
- Emil Pott (1851–1913), Tierzuchtwissenschaftler, Student an der Landwirtschaftlichen Akademie
- Richard Börnstein (1852–1913), Physiker und Meteorologe, Lehrer am pomologischen Institut
- Ernst Flechsig (1852–1890), Chemiker und Schachmeister, Dozent an der Landwirtschaftlichen Akademie
- Wilhelm Lauche (1859–1950), Gartenbaufachmann und Hofgartendirektor, Obergärtner und Lehrer für Obstbau am Königlichen Pomologischen Institut
- Alexander Bode (1860–1920), Gärtner und Pädagoge, Schüler am pomologischen Institut
- Carl Heicke (1862–1938), Gartenarchitekt, studierte in Proskau
- Rudolf Aderhold (1865–1907), Mykologe, Leiter der botanischen Abteilung an der Lehranstalt für Obst- und Gartenbau in Proskau
- Carl Bonstedt (1866–1953), Gärtner und Botaniker, Ausbildung am pomologischen Institut
- Hermann Kube (1866–1944), Gartenkünstler und Stadtgartendirektor, Schüler am Königlichen Pomologischen Institut
- Hugo Baum (1867–1950), Botaniker, Student am pomologischen Institut
- Heinrich Zeininger (1867–1939), Hofgartendirektor, 1922–1924 Direktor der Höheren staatlichen Lehranstalt für Obst- und Gartenbau in Proskau
- Carl Rimann (1870–1947), Gartenarchitekt und Fachschriftsteller, Schüler und Lehrer an der Lehranstalt für Obst- und Gartenbau
- Otto Schindler (1871–1936), Gartenbaulehrer, Direktor des pomologischen Institut
- Richard Thieme (1876–1948), Gartenarchitekt, Ausbildung am pomologischen Institut
- Hans Abmeier, Pädagoge und Hochschullehrer, zeitweise Lehrer in Proskau
- Alfons Perlick (1895–1978), Pädagoge, Schüler am Lehrerseminar in Proskau
- Georg Pniower (1896–1960),  Gärtner, Landschaftsarchitekt und Professor für Garten- und Landeskultur in Berlin, studierte in Proskau
- Karl Heinrich Meyer (1903–1988), Garten- und Landschaftsarchitekt, Schüler an der Lehranstalt für Obst- und Gartenbau

## Gemeinde
Die Stadt-und-Land-Gemeinde (gmina miejsko-wiejska) Proskau umfasst ein Gebiet von 121 km² mit einer Reihe von Dörfern.

## Sonstiges
Seit dem Jahr 1881 trägt die Proskauer Straße im Berliner Stadtbezirk Friedrichshain den Namen der Stadt.
Am 29. Juli 1921 wurde im Proskau mit 40,2 °C die höchste jemals auf dem heutigen polnischen Territorium gemessene Temperatur festgestellt.
Hünfeld in Hessen ist seit 1997 Partnerstadt.